# Roger Christian (Eishockeyspieler)
Roger Allen Christian (* 1. Dezember 1935 in Warroad, Minnesota; † 9. November 2011 in Grand Forks, North Dakota) war ein US-amerikanischer Eishockeyspieler. Er gewann mit der US-Nationalmannschaft bei den Olympischen Spielen 1960 die Goldmedaille.

## Karriere
Christian wuchs in Warroad im Norden von Minnesota auf. Zusammen mit seinem Bruder Bill führte er 1953 die Eishockeymannschaft der Highschool von Warroad zum State Tournament, wo sie erst im Finale an den St. Paul Johnson Governors scheiterten. Die Mannschaft wurde von Cal Marvin trainiert. 1956 schloss Christian die Schule ab. Zusammen mit seinem Bruder spielte er mit wenigen Unterbrechungen fortan für die Warroad Lakers, mit denen sie verschiedene Erfolge vorweisen konnten und in die ebenfalls von Cal Marvin trainierte Nationalmannschaft berufen wurden. Mit dieser nahmen sie an der Weltmeisterschaft 1958 in Oslo teil und belegten dort den fünften Platz. Beide wurden zudem für das US-Team des olympischen Eishockeyturniers 1960 in Squaw Valley ausgewählt. Herausragend war dabei das letzte Spiel der Finalrunde gegen die Tschechoslowakei, als das US-Team nach zwei Dritteln mit 3:4 zurücklag und Roger Christian im dritten Drittel ein Hattrick gelang und die Vereinigten Staaten das Spiel noch mit 9:4 und damit die Goldmedaille gewannen. Insgesamt erzielte Christian in sechs Spielen acht Tore und drei Assists. Weiterhin kamen die Brüder bei der Weltmeisterschaft 1962 (Platz 3), den Olympischen Winterspielen 1964, welche die USA auf dem fünften Platz abschlossen (vier Tore und ein Assist in acht Spielen) und bei der Weltmeisterschaft 1965 teil, welche die Amerikaner auf Platz sechs beendeten. Für die Warroad Lakers blieb Christian bis in die 1970er Jahre aktiv.
1964 gründete Christian mit seinem Bruder Bill und seinem Schwager Hal Bakke die Christian Brother’s Hockey Sticks, einen Hersteller von Eishockeyschlägern. 2002 wurde das Unternehmen an einen Sportartikelhersteller verkauft.
1989 wurde Christian in die United States Hockey Hall of Fame aufgenommen.

## Erfolge und Auszeichnungen
- 1960 Goldmedaille bei den Olympischen Winterspielen